# Salm (Amel)
Die Salm ist ein Nebenfluss der Amel in Belgien in der Provinz Lüttich. Die Salm ist Teil des Einzugsgebietes der Maas.
Die Quelle der Salm befindet sich im Hohen Venn bei Commanster, nahe der ehemaligen belgisch-preußischen Grenze.
Die Salm fließt zunächst in südwestlicher und westlicher Richtung, bis sie bei dem Ort Bovigny nach Norden abknickt. Diese Richtung behält sie in ihrem weiteren Verlauf, der sie durch Salmchateux, Grand Halleux und Vielsalm führt, bei bis zur Mündung bei Trois Ponts.
Zwischen Bovigny und Trois Ponts verläuft die Bahnstrecke Rivage–Trois Ponts entlang der Salm.
Der Name könnte vom gallisch-lateinischen Wort salmo „Salm, Lachs“ oder vom keltischen *salmano „losschnellend, springend“ abgeleitet sein.